# IC 2936
IC 2936 ist eine Spiralgalaxie vom Hubble-Typ Sc im Sternbild Löwe an der Ekliptik. Sie ist schätzungsweise 457 Millionen Lichtjahre von der Milchstraße entfernt.
Das Objekt wurde am 27. März 1906 von Max Wolf entdeckt.